# 阿爾伯內特 (愛荷華州)
阿爾伯內特是美国艾奥瓦州林縣下轄的一个城市。2010年人口统计为673人。